# Hanabi (juego de naipes)
Hanabi (del japonés 花火, «fuegos artificiales») es un juego de naipes cooperativo creado por diseñador de juegos francés Antoine Bauza y publicado en 2010 por Asmodée Éditions. En él, los jugadores, que pueden ver las cartas de otros jugadores pero no las propias, intentan jugar una serie de cartas en un orden concreto para simular un espectáculo de fuegos artificiales. Los jugadores están limitados en los tipos de información que pueden dar a otros jugadores, y en la cantidad total de información que pueden dar durante el juego. En 2013, Hanabi ganó el Spiel des Jahres, un prestigioso galardón de la industria que premia el mejor juego de mesa del año.

## Dinámica de juego
Las 50 cartas del mazo de Hanabi se dividen en cinco series diferenciadas por su color (blanco, amarillo, verde, azul, y rojo). Cada serie cuenta con cartas en estas proporciones: tres cartas de 1, dos de 2, 3 y 4, y una sola de 5. Los jugadores empiezan con 8 fichas azules de pista compartidas y con 3 fichas rojas de explosión fuera del juego. Para empezar la partida, se reparte a cada jugador una mano de cinco cartas, en el caso de que sean 2 o 3 jugadores, o cuatro, en el caso de que sean 4 o 5. Como en el póquer indio, los jugadores pueden ver las cartas de los demás, pero no las suyas propias. La acción del juego trascurre encima de una mesa; en cada turno, un jugador tiene que realizar una de las acciones siguientes:
- Dar información: El jugador señala las cartas de un color o de un valor en la mano de otro jugador (por ejemplo: «esta carta es tu única carta roja» o «estas dos cartas son tus únicos treses»). La información dada tiene que ser completa y veraz. En algunas ediciones, se permite indicar que un jugador tiene cero cartas de algún tipo; otras versiones prohíben explícitamente este caso. Dar información consume una ficha de pista.
- Descartar una carta: El jugador escoge una tarjeta de su mano y la añade a la pila de descartes, tras lo cual toma una carta del mazo y la agrega a su mano. La carta descartada está ahora fuera del juego y ya no puede ser jugada. Descartar una tarjeta repone una ficha de pista. Esta acción no se puede realizar si los jugadores tienen todas las fichas de pista (ocho).
- Jugar una carta: El jugador escoge una carta de su mano e intenta añadirla a las cartas ya jugadas. Si la carta comienza una serie de color (es un 1) o continúa una existente, se coloca donde corresponda; en otro caso, se añade una ficha roja de explosión a la partida en juego y la carta errónea es descartada fuera del juego. Si la carta exitosa termina una serie de cualquier color (es un 5), se repone una ficha de pista. En cualquier caso, el jugador toma una carta del mazo y la agrega a su mano.

Los jugadores pierden inmediatamente cuando todas las fichas rojas de explosión están en la partida en juego, y ganan inmediatamente si se terminan exitosamente todas las series. El juego continúa hasta una ronda después de que el mazo se agote. Al final del juego, se suman los valores de las tarjetas más altas en cada serie para obtener la puntuación total sobre los 25 puntos máximos (por ejemplo: «4 puntos de la blanca, 3 de la amarilla, otros 3 de la verde, ninguno de la azul y 4 de la roja da un total de 14 puntos sobre 25»).

## Reconocimientos
- 2013 Ganador del premio Spiel des Jahres.[2]
- 2013 Ganador del premio À la carte de Fairplay.[3]